# Mannen på gatan
Mannen på gatan är ett uttryck för en slumpmässigt vald person. Vanligen en genomsnittlig person eller en medelsvensson. Används ofta retoriskt.
Mannen på gatan (Rune Bergström) var en figur i radioprogrammet Riskradion.